# Eubrianax tonkineus
Eubrianax tonkineus is een keversoort uit de familie keikevers (Psephenidae). De wetenschappelijke naam van de soort werd in 1935 gepubliceerd door Maurice Pic.